# Contea di Lawrence (Illinois)
La contea di Lawrence ( in inglese Lawrence County ) è una contea dello Stato dell'Illinois, negli Stati Uniti. La popolazione al censimento del 2000 era di 15 452 abitanti. Il capoluogo di contea è Lawrenceville.